# Port lotniczy Ken Jones
Port lotniczy Ken Jones (IATA: POT, ICAO: MKKJ) – port lotniczy zlokalizowany w mieście Port Antonio, na Jamajce.